# 24671 Frankmartin
24671 Frankmartin è un asteroide della fascia principale. Scoperto nel 1989, presenta un'orbita caratterizzata da un semiasse maggiore pari a 3,0021151 UA e da un'eccentricità di 0,1195469, inclinata di 10,95240° rispetto all'eclittica.